# 가타오: 부전자전
《가타오: 부전자전》(영어: GATAO: Like Father Like Son)은 타이완 제작된 2024년 액션 범죄 영화이다.

## 출연

### 주연
- 채진남
- 용천상
- 희상
- 가오제
- 태보 : 하다 역

### 조연
- 하정정
- 손붕
- 왕식현
- 왕양명 : 마이클 역
- 장회추
- 시명수 : 멩 역
- 장재흥
- 황상화
- 오진아
- 당진강
- 이명충 : 츠 역